# Symbole Nowej Szkocji
Oficjalne symbole prowincji Nowej Szkocji
| Oficjalne kolory                                              | Oficjalne kolory |
| ------------------------------------------------------------- | --- |
| Biały i niebieski kolory załamującej się fali oceanicznej     | |
| Motto                                                         | |
| Munit Haec et Altera Vincit te utwierdza, a inne przezwycięża | |
| Flaga                                                         | |
| Nowa Szkocja                                                  | Flaga prowincji składa się z niebieskiego krzyża św. Andrzeja na białym tle – symbolu Szkocji. W centralnym punkcie flagi, na przecięciu ramion krzyża, znajduje się herb z czerwonym lwem w koronie na złotym tle, symbol monarchii. |
| Herb                                                          | |
|                                                               | - Tarcza herbowa składa się z tych samych elementów co flaga prowincjonalna. - Godło jest najstarszym godłem nadanym jakiejkolwiek kolonii brytyjskiej. Obowiązuje od 1625 roku. Tarcza herbowa podparta jest z lewej strony przez białego jednorożca w koronie i ze złotym naszyjnikiem. Z prawej podpiera tarczę Indianin. Tarcza zwieńczona jest hełmem z biało-niebieskim pióropuszem. Nad hełmem wyobrażone są dwie dłonie w serdecznym uścisku, jedna w stalowej rękawicy, druga goła. Symbolizują one zgodę pomiędzy stanami. Dwie gałązki, z lewej dębu, a z prawej świerku, wypełniają przestrzeń poniżej szarfy z łacińską sentencją będąca mottem prowincjonalnym. Całość oparta jest na trawiastym wzgórku porośniętym kwieciem majowym (mayflower), który jest oficjalnym prowincjonalnym kwiatem. |
| Symbole zwierzęce i roślinne                                  | |
|                                                               | Rybołów – niegdyś powszechnie występujący w całej prowincji, dziś jest ptakiem chronionym. W Nowej Szkocji znajduje się około 400 par tego pięknego ptaka. Jako oficjalny symbol zaadaptowany w 1964. |
|                                                               | Golden retriever, powszechnie używany do polowań na kaczki. Rasa psa wyhodowana w Nowej Szkocji i bardzo tam popularna. Zaadaptowany jako oficjalna rasa psa w 1995. |
|                                                               | Hylonomus lyelli – oficjalna skamielina. Jeden z najstarszych okazów jaszczurki. Znalezisko datowane na 315 milionów lat temu. Jako oficjalny symbol zaadaptowany w 2002. |
|                                                               | Czerwony świerk, powszechnie występujące drzewo w Nowej Szkocji. Wzrasta do 30m wysokości. Drzewo odgrywało wielką rolę w gospodarce Nowej Szkocji, dostarczając materiału dla przemysłu stoczniowego. Zaadaptowany jako symbol w 1988. |
|                                                               | Dzika jagoda – powszechnie występująca w lasach prowincjonalnych. Początkowo zbieranie jagód było lokalnym przedsięwzięciem. Współcześnie stało się ważnym sektorem gospodarki leśnej. Jagody z Nowej Szkocji eksportowane są do ponad dwudziestu krajów świata. Jako oficjalny symbol zaadaptowany w 1966. |
|                                                               | Epigaea repens – znany jako mayflower – kwiat majowy, powszechnie występujący w prowincji. Popularny w poezji i ikonografii zaadaptowany został na kwiat prowincjonalny. |
| Symbol mineralny                                              | |
|                                                               | Agat – występujący w Nowej Szkocji, najczęściej w szarej barwie, lecz znajdowane są także piękne niebieskie agaty. Jako oficjalny symbol zaadaptowany w 1999. |
|                                                               | Kwarc – w odmianie stilbite występująca w Nowej Szkocji został zaadaptowany jako oficjalny symbol prowincjonalny w 1999. |
| Tartan                                                        | |
|                                                               | Szkocka krata oficjalnie nadana prowincji w 1956, a w 1966 zaakceptowana specjalną uchwałą parlamentarną jako oficjalny symbol. Krata zawiera następujące kolory symbolizujące: biały i niebieski - oficjalne kolory prowincji zieleń - symbolizuje lasy czerwień - królewskiego lwa złoty - królewskie nadanie z 1621 roku. |
| Tablica rejestracyjna pojazdów                                | |
|                                                               | SloganCanada's Ocean Playground - Oceaniczne podwórko Kanady. Element graficznyBluenose, słynny szkuner, duma Nowej Szkocji. |